# Cisza & Spokój
Cisza & Spokój – polska grupa muzyczna wykonująca hip-hop. Zespół powstał w 2000 roku w składzie DJ Spox i Duże Pe.
Jedyny album zespołu zatytułowany Cisza & Spokój ukazał się 20 listopada 2006 roku nakładem wytwórni muzycznej ToSieWytnie Records. W 2009 projekt został rozwiązany.

## Dyskografia
| Tytuł                   | Dane dot. albumu                                         |
| ----------------------- | -------------------------------------------------------- |
| Para z zielonej herbaty | - Data: 2002 - Wydawca: brak (nielegal)                  |
| Dawaj!                  | - Data: 4 listopada 2006 - Wydawca: ToSieWytnie Records  |
| Cisza & Spokój          | - Data: 20 listopada 2006 - Wydawca: ToSieWytnie Records |

Inne
| Album                                 | Rok  | Utwór                                                                   | Źródło |
| ------------------------------------- | ---- | ----------------------------------------------------------------------- | ------ |
| Klan #23 (kompilacja)                 | 2002 | Cisza & Spokój - "Gorączka sobotniej nocy" (Spox Deep West Coast Remix) | [ 5 ]  |
| JuNouMi Records EP Vol.1 (kompilacja) | 2002 | Cisza & Spokój - "Gorączka sobotniej nocy"                              | [ 6 ]  |
| Paresłów - Ironia                     | 2003 | "Mam to w sobie" (gościnnie: Cisza i Spokój)                            | [ 7 ]  |
| Rap eskadra (kompilacja)              | 2004 | Cisza & Spokój - "Czeki"                                                | [ 8 ]  |
| Jest nas wielu (kompilacja)           | 2005 | Cisza & Spokój - "Cisza krzyczy"                                        | [ 9 ]  |
| Doniu - Czas surferów                 | 2005 | "Ogień" (Remix) (gościnnie: Cisza i Spokój)                             | [ 10 ] |
| Rap eskadra 3 (kompilacja)            | 2005 | Cisza & Spokój - "Koniec" (Bonus Track)                                 | [ 11 ] |
| Smagalaz - Grejtest Hits              | 2006 | "Spontan" (gościnnie: Cisza i Spokój)                                   | [ 12 ] |
| Rymy częstochowskie (kompilacja)      | 2008 | Cisza & Spokój - "Ipecacuana" (Bruno Jasieński)                         | [ 13 ] |
| Pięć Dwa Dębiec - P-ń X               | 2008 | "Nie słyszą mnie" (gościnnie: Cisza i Spokój, Mista Pita)               | [ 14 ] |